# Hotwheels sisyphus
Genre
Espèce
Hotwheels sisyphus, unique représentant du genre Hotwheels, est une espèce d'araignées aranéomorphes de la famille des Gnaphosidae.

## Distribution
Cette espèce est endémique du sud-est de la Chine, connu pour posséder la plus grande biodiversité d'araignées du pays . Elle se rencontre dans les provinces du Guizhou, su Sichuan et du Yunnan.

## Description

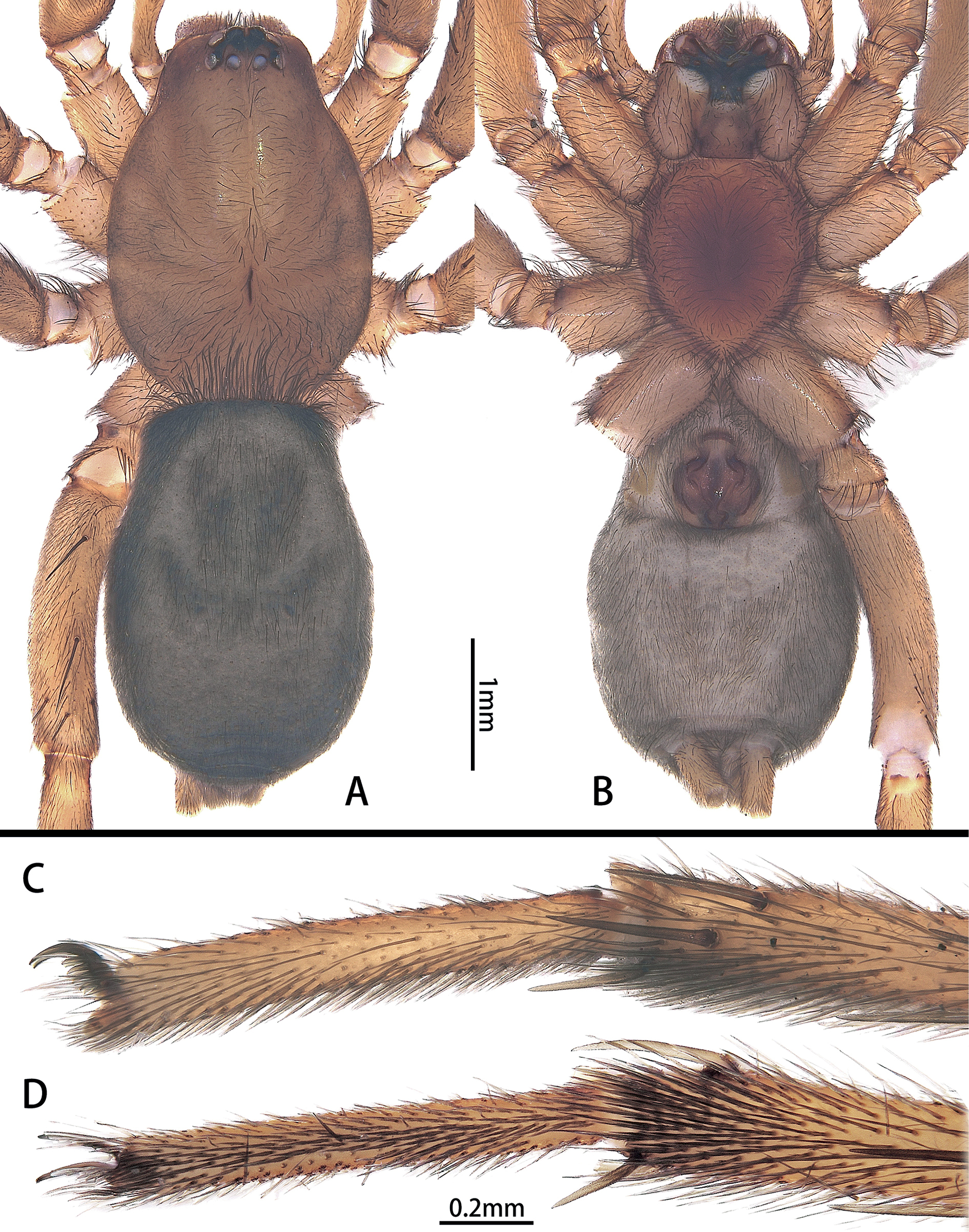
Hotwheels sisyphus ♀

Le mâle holotype mesure 5,08 mm et la femelle paratype 5,77 mm.

## Systématique et taxinomie
Cette espèce a été décrite par Liu et Zhang en 2024.
Ce genre a été décrit par Liu et Zhang en 2024 dans les Gnaphosidae.

## Étymologie
Cette espèce est nommée en l'honneur de Sisyphe.
Le genre est nommé hotwheels en référence à la marque de voitures jouets de collection du même nom appartenant à Mattel en raison de son embolus long et enroulé ressemblant à une piste de course de la marque  ,.

## Publication originale
- Liu & Zhang, 2024 : « Hotwheels gen. nov., a new ground spider genus (Araneae, Gnaphosidae) from southwest China. » ZooKeys, vol. 1189, p. 337-347 (texte intégral).